# Architecture africaine de paix et de sécurité
Pour les articles homonymes, voir APSA.
L’Architecture africaine de paix et de sécurité ou APSA (de anglais, African Peace and Security Architecture) est un ensemble de dispositifs destinés à prévenir et gérer les conflits en Afrique, et à y consolider la paix, à laquelle adhère l’Union africaine (UA), ainsi que des Communautés économiques régionales (CER) et des Mécanismes régionaux (MR).

## Contexte
L’APSA a fait son apparition dans le contexte des années 1990, lorsque le continent africain a été confronté à des crises graves, tels que la guerre civile en Somalie à partir de 1991, et le génocide de 1994 au Rwanda. En même temps, les statuts de l’Organisation de l'unité africaine (OUA) ne permettent pas à l'OUA d'intervenir dans les affaires intérieures de ses États membres. Pour être en mesure d'intervenir dans des situations de graves violations des droits humains, les États membres de l'OUA décident de créer l'Union africaine (UA) en 2002. Deux ans plus tard, la décision d'établir l’APSA est prise. 
La signature de l'acte constitutif de l'UA a marqué un tournant dans les relations internationales sur le continent africain. Article 4 (h) et (j) de l'acte constitutif permettent aux États membres de l'UA d'intervenir même contre la volonté du gouvernement respectif en cas de crimes contre l'humanité tels que crimes de guerre et génocide. L'acte constitutif de l'UA est le premier traité qui comprend le droit d'intervenir militairement fondé sur des raisons humanitaires. 
Cette réorientation normative s'intensifie lorsque le protocole de création du Conseil de paix et de sécurité (CPS) de l’UA entre en vigueur le 26 décembre 2003. Le protocole définit un ambitieux programme pour la paix et la sécurité, y compris des éléments clés tels que la prévention des conflits, l'alerte précoce, la diplomatie préventive, la gestion des conflits et consolidation de la paix ainsi que le soutien et le développement des politiques démocratiques, l'action humanitaire et la gestion des catastrophes. Le protocole CPS peut donc être considéré comme la base de l’APSA. 
L'APSA a pour but de fournir à l’UA, aux CER et aux MR tous les instruments nécessaires pour remplir leurs tâches définies dans le protocole PSC et ainsi leur mandat en matière de paix et sécurité en Afrique.

## Structure
La structure de l’APSA se base sur le protocole relatif à la création du Conseil de paix et de sécurité (CPS) de l'Union africaine Protocol relating to the Establishment of the Peace and Security Council of the African Union. Son article 2 détermine les cinq piliers suivants de l’APSA, y compris les institutions et les processus de prise de décision : 
- le Conseil de paix et de sécurité (CPS) - Peace and Security Council (PSC), qui est l'organe central de l'APSA au niveau de l'UA;
- le Conseil des sages - Panel of the Wise (PofW);
- le Système continental d'alerte rapide (SCAR) Continental Early Warning System (CEWS);
- la Force africaine en attente (FAA) - African Standby Force (ASF);
- le Fonds pour la paix - Peace Fund

L'UA affirme que son mandat dans le domaine de la paix et de la sécurité s'étend sur tout le continent africain. En plus de cela, plusieurs Communautés économiques régionales et les Mécanismes régionaux font partie de l’APSA,. La coopération entre les CER et l'UA est guidée par le principe de subsidiarité, le principe de complémentarité et le principe des avantages comparatifs.. 
L'opérationnalisation des instruments APSA devait être terminée en 2015. Toutefois, le niveau de développement des instruments varie fortement en fonction des instruments et des organisations.

## Soutien international
L’APSA est fortement dépendante de financements extérieurs. En 2015, 95 % du budget total de l'UA a été financé par des partenaires extérieurs (États partenaires européens, UE, Japon, Chine). En 2016, le financement extérieur a été estimé à 52 % du budget. Toutefois, le budget détaillé n’est pas encore disponible,.